# Ab initio modelování
Ab initio modelování nebo také Ab initio predikce proteinové struktury (z lat. ab initio = od počátku) je forma predikce 3D struktury proteinu využívaná v případech, kdy pro hledaný protein neexistují strukturní homology, a tedy je nutné tento protein vymodelovat bez předchozích znalostí. Jde o velmi nepřesnou metodu využívanou v krajních případech v drug designu při modelování molekulárních cílů.
Kromě toho, že jde v případě neznámého templátu o jedinou možnou použitelnou metodu, má také potenciál objasnit fyzikálně-chemický princip skládání proteinů v přírodě. Z důvodu nepřesnosti ji lze použít pouze u malých proteinů s velikostí menší než 200 aminokyselin.
Metoda ab initio je obvykle postavena na vygenerování několika mnoho možných konformací proteinu ze známé aminokyselinové frekvence a následné selekce finálních modelů. Pro účely rychlejší selekce požadovaných struktur (= struktury odpovídající nativnímu energetickému stavu molekuly) je využíváno několika algoritmů. Na internetu lze také najít několik open-source programů, které s těmito algoritmy pracují, jako je například ROBETTA nebo QUARK.

## Základní algoritmy využívané pro ab initio modelování

### Force fields
Force fields je metoda využívající znalostí fyzikálních vlastností aminokyselin k sestavení tvaru (konformace) s nejnižší energií.
Zkráceně: Známe primární strukturu polypeptidu a chceme najít nejvhodnější terciární seskupení této sekvence, tedy konformaci s nejnižší volnou energií.
Základem je tvorba prostoru pro hledání správných konformací – search space. Jde o kolekci všech možných konformací, kterou může námi známá sekvence aminokyselin zaujmout. Každý bod v tomto prostoru potom představuje jednu jedinou konformaci s odpovídající energií. Úkolem algoritmu je v tomto prostoru najít požadovanou konformaci s nejnižší energií.

### Local search algoritmus
Local search algoritmus prochází vytvořený prostor konformací hledaného proteinu a každý bod porovnává s body sousedícími. Pro proteinové struktury lze jako sousedící body rozumět vytváření malých změn ve výchozí konformaci. S tou, která způsobí největší propad energie, pokračuje algoritmus dál (tahle konformace se stává novou „výchozí“ konformací). Algoritmus tedy v každém kroku hledá lokální minimum neboli nejnižší hodnotu ze sousedících konformací.
Hledání je ukončeno ve chvíli, kdy již nelze u získané konformace provést takovou modifikaci, která by vedla k propadu energie. V případě, že tato konformace odpovídá nejnižší dosažitelné energii, jedná se o globální minimum.
Protože výchozí konformace proteinu je určena algoritmem náhodně, je důležité celý proces několikrát opakovat s rozdílnými počátečními konformacemi, abychom skutečně získali konformaci odpovídající globálnímu minimu.
Pozornost by zároveň měla být věnována i těm konformacím, které sice globálnímu minimu neodpovídají, ale které jsou v určitém sledu modifikací konečným lokálním minimem. Jde vlastně o konformace, které již kolem sebe nemají žádné sousedící body s nižší energií (nelze u nich provést další modifikace ke snížení energie), a proto jimi tato větev končí. Ty, ačkoliv globální minimum by mělo odpovídat nejpravděpodobnější podobě nativního proteinu, mohou být výhodnější pro některé experimenty a nebo přímo odpovídat nativní podobě proteinu (ten totiž v nativní formě nemusí vždy zaujímat nejnižší energii).